# Беркенешть (комуна, Прахова)
Беркенешть, Беркенешті (рум. Bărcănești) — комуна у повіті Прахова в Румунії. До складу комуни входять такі села (дані про населення за 2002 рік):
- Беркенешть (3250 осіб)
- Гігіу (738 осіб)
- Пушкаші (424 особи)
- Роминешть (1922 особи)
- Тетерань (3043 особи)

Комуна розташована на відстані 49 км на північ від Бухареста, 6 км на південь від Плоєшті, 92 км на південь від Брашова.

## Населення
За даними перепису населення 2002 року у комуні проживали 9377 осіб.
Національний склад населення комуни:
| Національність   | Кількість осіб | Відсоток |
| ---------------- | -------------- | -------- |
| румуни           | 9228           | 98,4%    |
| цигани           | 137            | 1,5%     |
| німці            | 5              | 0,1%     |
| угорці           | 4              | < 0,1%   |
| турки            | 2              | < 0,1%   |
| росіяни-липовани | 1              | < 0,1%   |

Рідною мовою назвали:
| Мова      | Кількість осіб | Відсоток |
| --------- | -------------- | -------- |
| румунська | 9366           | 99,9%    |
| угорська  | 3              | < 0,1%   |
| циганська | 3              | < 0,1%   |
| німецька  | 2              | < 0,1%   |
| турецька  | 2              | < 0,1%   |
| російська | 1              | < 0,1%   |

Склад населення комуни за віросповіданням:
| Релігія                                       | Кількість осіб | Відсоток |
| --------------------------------------------- | -------------- | -------- |
| православні                                   | 9105           | 97,1%    |
| бретрени                                      | 89             | 0,9%     |
| лютерани                                      | 70             | 0,7%     |
| адвентисти                                    | 69             | 0,7%     |
| п'ятдесятники                                 | 27             | 0,3%     |
| римо-католики                                 | 7              | 0,1%     |
| мусульмани                                    | 3              | < 0,1%   |
| лютерани (Синодально-пресвітеріанська церква) | 2              | < 0,1%   |
| атеїсти                                       | 2              | < 0,1%   |
| реформати                                     | 1              | < 0,1%   |
| не вказали релігію                            | 2              | < 0,1%   |

## Зовнішні посилання
- Дані про комуну Беркенешть на сайті Ghidul Primăriilor [Архівовано 15 травня 2012 у Wayback Machine.]